# Riccardo Sottil
Riccardo Sottil (Torino, 3 giugno 1999) è un calciatore italiano, attaccante del Lecce, in prestito dalla Fiorentina.

## Biografia
È figlio di Andrea, anch'egli ex calciatore ed ora allenatore.

## Caratteristiche tecniche
Di ruolo ala, è dotato di buona tecnica e velocità, oltre che di foga agonistica. È un ottimo dribblatore, cerca spesso l'uno contro uno ed è bravo a ottenere punizioni.
Destro di piede, viene spesso schierato sulla sinistra, dove può rientrare per utilizzare il suo piede forte; è inoltre abile nel tiro a giro. A causa della forte personalità e di alcuni seri infortuni, non è riuscito a esprimere l'intero potenziale mostrato agli esordi, oltre ad avere una scarsa freddezza sotto porta e, talvolta, un eccessiva ricerca del gioco individuale.

## Carriera

### Club

#### Fiorentina
Entra a far parte del settore giovanile della Fiorentina nel 2016, venendo poi aggregato alla prima squadra durante la stagione 2017-18. Esordisce in Serie A il 19 settembre 2018, a 19 anni, nella gara con la Sampdoria terminata 1-1.

#### Esperienza al Pescara
Nel gennaio 2019 passa in prestito al Pescara in Serie B, con cui ottiene 10 presenze in campionato e realizza il primo gol da professionista il 27 aprile 2019, nel pari contro il Verona. Colleziona due gettoni anche in occasione dei play-off.

#### Ritorno alla Fiorentina
Dopo l’esperienza a Pescara torna a vestire la maglia viola nella stagione 2019-2020, ed il 22 gennaio, prolunga il suo contratto fino al 2024. Conclude la sua stagione totalizzando 21 presenze tra tutte le competizioni, senza trovare la via del goal.

#### Cagliari e di nuovo alla Fiorentina
Il 10 settembre 2020, viene ceduto in prestito con diritto di riscatto e opzione per il controriscatto al Cagliari. Il 25 ottobre seguente realizza la sua prima rete in massima serie nel successo per 4-2 dei sardi contro il Crotone. Si mette in evidenza con buone prestazioni e, infatti, il Cagliari a fine stagione decide di riscattarlo, ma la Fiorentina esercita il controriscatto e così Sottil fa ritorno alla squadra viola.
Nella stagione 2021-2022, il nuovo tecnico viola Vincenzo Italiano decide di puntare su lui e gioca con regolarità nell'undici gigliato partendo per 14 volte da titolare in campionato. Il 21 settembre 2021 realizza il suo primo gol con i viola in occasione della sconfitta per 1-3 contro l'Inter. Chiude scendendo in campo 29 volte fra Serie A (24 presenze complessive) e Coppa Italia (5 apparizioni totali) segnando in totale 4 reti, di cui 3 in campionato e 1 nella coppa nazionale. In virtù della buona annata, viene inserito dal CT della Nazionale, Roberto Mancini, nella lista dei giocatori di interesse nazionale convocati nel raduno di fine stagione.
Atteso tra i protagonisti anche nella stagione seguente,  riesce a fare il proprio esordio in una competizione internazionale per club nella gara di andata del play-off di UEFA Conference League 2022-2023 contro il Twente prima di accusare alcuni problemi fisici che dapprima lo limiteranno nel minutaggio e poi lo costringeranno a fermarsi definitivamente per farsi operare all'ernia del disco. Assente dalla partita del 18 settembre 2022 contro l'Hellas Verona, torna in campo solo nel girone di ritorno, il 4 marzo 2023, nell'ultimo minuto della gara vinta contro il Milan. Successivamente gioca l'ultima mezzora di partita nella gara di andata degli ottavi finale di Conference League contro il Sivasspor. Il 20 aprile 2023 torna al gol, segnando la prima rete in una competizione internazionale per club, risultando decisivo per il passaggio in semifinale, nella gara contro il Lech Poznan. Nella stagione successiva, trova il primo gol nella sfida dei gironi di Conference League contro il Cukaricki. In campionato, segna la prima marcatura stagionale il 3 dicembre, nel 3-0 contro la Salernitana. Si ripete poi il 28 aprile nella partita casalinga contro il Sassuolo, contro cui mette a referto un gol e due assist. 

#### Prestiti a Milan e Lecce
Il 3 febbraio 2025 viene ceduto al Milan con la formula del prestito con diritto di riscatto. Esordisce con i rossoneri il 15 febbraio, schierato da titolare nella partita interna contro l'Hellas Verona, venendo sostituito nel secondo tempo. 
Il 10 agosto 2025 passa in prestito secco al Lecce.

### Nazionale

#### Nazionali giovanili
Dal 2016 al 2018 disputa 7 incontri con le rappresentative giovanili, dall'Under-18 all'Under-20.
Esordisce con la nazionale Under-21 il 6 settembre 2019, entrando nel secondo tempo della partita amichevole vinta 4-0 contro la Moldavia a Catania. Il 10 settembre successivo realizza il suo primo gol con l'Under-21, nella partita valida per le qualificazioni all'Europeo Under-21 vinta 5-0 a Castel di Sangro contro il Lussemburgo.

#### Nazionale maggiore
Nel maggio 2022 è stato convocato dal CT Roberto Mancini al raduno di fine stagione dedicato ai giocatori considerati di interesse nazionale.

## Statistiche

### Presenze e reti nei club
Statistiche aggiornate al 10 agosto 2025.
| Stagione          | Squadra           | Campionato        | Campionato | Campionato | Coppe nazionali | Coppe nazionali | Coppe nazionali | Coppe continentali | Coppe continentali | Coppe continentali | Altre coppe | Altre coppe | Altre coppe | Totale | Totale |
| Stagione          | Squadra           | Comp              | Pres       | Reti       | Comp            | Pres            | Reti            | Comp               | Pres               | Reti               | Comp        | Pres        | Reti        | Pres   | Reti   |
| ----------------- | ----------------- | ----------------- | ---------- | ---------- | --------------- | --------------- | --------------- | ------------------ | ------------------ | ------------------ | ----------- | ----------- | ----------- | ------ | ------ |
| 2018-gen. 2019    | Fiorentina        | A                 | 2          | 0          | CI              | 0               | 0               | -                  | -                  | -                  | -           | -           | -           | 2      | 0      |
| gen.-giu. 2019    | Pescara           | B                 | 10+2       | 1+0        | CI              | 0               | 0               | -                  | -                  | -                  | -           | -           | -           | 12     | 1      |
| 2019-2020         | Fiorentina        | A                 | 18         | 0          | CI              | 3               | 0               | -                  | -                  | -                  | -           | -           | -           | 21     | 0      |
| 2020-2021         | Cagliari          | A                 | 21         | 2          | CI              | 3               | 2               | -                  | -                  | -                  | -           | -           | -           | 24     | 4      |
| 2021-2022         | Fiorentina        | A                 | 24         | 3          | CI              | 5               | 1               | -                  | -                  | -                  | -           | -           | -           | 29     | 4      |
| 2022-2023         | Fiorentina        | A                 | 18         | 0          | CI              | 2               | 0               | UECL               | 6                  | 1                  | -           | -           | -           | 26     | 1      |
| 2023-2024         | Fiorentina        | A                 | 22         | 2          | CI              | 1               | 1               | UECL               | 11                 | 2                  | SI          | 1           | 0           | 35     | 5      |
| 2024-feb. 2025    | Fiorentina        | A                 | 18         | 1          | CI              | 1               | 1               | UECL               | 6                  | 3                  | -           | -           | -           | 25     | 5      |
| Totale Fiorentina | Totale Fiorentina | Totale Fiorentina | 102        | 6          |                 | 12              | 3               |                    | 23                 | 6                  |             | 1           | 0           | 138    | 15     |
| feb.-giu. 2025    | Milan             | A                 | 6          | 0          | CI              | 2               | 0               | UCL                | -                  | -                  | SI          | -           | -           | 8      | 0      |
| 2025-2026         | Lecce             | A                 | -          | -          | CI              | -               | -               | -                  | -                  | -                  | -           | -           | -           | -      | -      |
| Totale carriera   | Totale carriera   | Totale carriera   | 141        | 9          |                 | 17              | 5               |                    | 23                 | 6                  |             | 1           | 0           | 182    | 20     |

### Cronologia presenze e reti in nazionale
| Cronologia completa delle presenze e delle reti in nazionale ― Italia under 21 | Cronologia completa delle presenze e delle reti in nazionale ― Italia under 21 | Cronologia completa delle presenze e delle reti in nazionale ― Italia under 21 | Cronologia completa delle presenze e delle reti in nazionale ― Italia under 21 | Cronologia completa delle presenze e delle reti in nazionale ― Italia under 21 | Cronologia completa delle presenze e delle reti in nazionale ― Italia under 21 | Cronologia completa delle presenze e delle reti in nazionale ― Italia under 21 | Cronologia completa delle presenze e delle reti in nazionale ― Italia under 21 |
| Data                                                                           | Città                                                                          | In casa                                                                        | Risultato                                                                      | Ospiti                                                                         | Competizione                                                                   | Reti                                                                           | Note                                                                           |
| ------------------------------------------------------------------------------ | ------------------------------------------------------------------------------ | ------------------------------------------------------------------------------ | ------------------------------------------------------------------------------ | ------------------------------------------------------------------------------ | ------------------------------------------------------------------------------ | ------------------------------------------------------------------------------ | ------------------------------------------------------------------------------ |
| 6-9-2019                                                                       | Catania                                                                        | Italia under 21                                                                | 4 – 0                                                                          | Moldavia under 21                                                              | Amichevole                                                                     | -                                                                              | 46’                                                                            |
| 10-9-2019                                                                      | Castel di Sangro                                                               | Italia under 21                                                                | 5 – 0                                                                          | Lussemburgo under 21                                                           | Qual. Europeo Under-21 2021                                                    | 1                                                                              | 46’                                                                            |
| 10-10-2019                                                                     | Dublino                                                                        | Irlanda under 21                                                               | 0 – 0                                                                          | Italia under 21                                                                | Qual. Europeo Under-21 2021                                                    | -                                                                              | 68’                                                                            |
| 14-10-2019                                                                     | Erevan                                                                         | Armenia under 21                                                               | 0 – 1                                                                          | Italia under 21                                                                | Qual. Europeo Under-21 2021                                                    | -                                                                              | 85’                                                                            |
| 16-11-2019                                                                     | Ferrara                                                                        | Italia under 21                                                                | 3 – 0                                                                          | Islanda under 21                                                               | Qual. Europeo Under-21 2021                                                    | 1                                                                              | 68’                                                                            |
| 3-9-2020                                                                       | Lignano Sabbiadoro                                                             | Italia under 21                                                                | 2 – 1                                                                          | Slovenia under 21                                                              | Amichevole                                                                     | -                                                                              | 46’                                                                            |
| 8-9-2020                                                                       | Kalmar                                                                         | Svezia under 21                                                                | 3 – 0                                                                          | Italia under 21                                                                | Qual. Europeo Under-21 2021                                                    | -                                                                              | 46’                                                                            |
| 13-10-2020                                                                     | Pisa                                                                           | Italia under 21                                                                | 2 – 0                                                                          | Irlanda under 21                                                               | Qual. Europeo Under-21 2021                                                    | 1                                                                              | 83’                                                                            |
| 12-11-2020                                                                     | Reykjavík                                                                      | Islanda under 21                                                               | 1 – 2                                                                          | Italia under 21                                                                | Qual. Europeo Under-21 2021                                                    | -                                                                              | 90’                                                                            |
| 15-11-2020                                                                     | Differdange                                                                    | Lussemburgo under 21                                                           | 0 – 4                                                                          | Italia under 21                                                                | Qual. Europeo Under-21 2021                                                    | -                                                                              | 45’                                                                            |
| 18-11-2020                                                                     | Pisa                                                                           | Italia under 21                                                                | 4 – 1                                                                          | Svezia under 21                                                                | Qual. Europeo Under-21 2021                                                    | -                                                                              | 71’                                                                            |
| 31-5-2021                                                                      | Lubiana                                                                        | Portogallo under 21                                                            | 5 – 3 dts                                                                      | Italia under 21                                                                | Europeo Under-21 2021 - Quarti di finale                                       | -                                                                              | 81’                                                                            |
| Totale                                                                         |                                                                                | Presenze                                                                       | 12                                                                             |                                                                                | Reti                                                                           | 3                                                                              |                                                                                |